# 原千尋
原 千尋（はら ちひろ、1984年5月22日 - ）は、日本のAV女優。

## 経歴
2004年11月、エスワンからAVデビュー。同年行われたアウトビジョンの大忘年会で、エスワンの特別賞に選ばれた。
端正な顔立ちとスレンダーな身体を持ちながら、アナルセックス、フィスト、SM、中出し　スカトロ
などのハードなプレイもこなす。
2011年3月、アイデアポケットから「愛咲れいら」名義で3年ぶりに復活した。
2014年10月、TEPPANから再復活。

## 出演作品

### アダルトビデオ
2004年
- 新人×ザーメン 原千尋 美しい女のザーメンとセックス （11月11日、エスワン）
- 美脚 原千尋 美脚美女の放尿とセックス（12月11日、エスワン）

2005年
- ギリモザ ギリギリモザイク（1月11日、エスワン）
- ギリモザ 108発ごっくん!だって精子好きなんだもん。（2月11日、エスワン）
- ギリギリモザイク セックス好きの変態女教師（3月11日、エスワン）
- ギリギリモザイク W痴女（4月11日、エスワン）共演:米倉夏弥
- ギリギリモザイク 僕だけの凌辱ペット（5月19日、エスワン）
- ギリギリモザイク あなた専用、M奴隷。（6月19日、エスワン）
- 千尋のペットにしてアゲル（8月13日、MOODYZ）
- エロスの王宮（9月13日、MOODYZ）共演:小森美樹、滝沢優奈、綾乃梓、瀬戸準、姫咲しゅり
- イイオンナの接吻、フェラチオ、セックス（10月1日、MOODYZ）
- 痴女と精子3（10月13日、MOODYZ）
- ハイパーデジタルモザイクVol.005（11月1日、MOODYZ）
- 美脚痴女（11月13日、MOODYZ）
- パンスト女教師～モデルみたいな先生が美脚授業～（12月1日、MOODYZ）
- 快感アナルFUCK（12月13日、MOODYZ）

2006年
- ゴックンくらぶ11 （1月1日、MOODYZ）
- エロスの王宮 ～最終章～（2月1日、MOODYZ）共演:小森美樹、滝沢優奈、綾乃梓、瀬戸準、姫咲しゅり
- メガネスーツの受付嬢（2月13日、MOODYZ）
- 長身モデルの黒人とセックス（3月1日、MOODYZ）
- 使い捨てM奴隷32（4月1日、MOODYZ）
- ぶっかけ中出しアナルFUCK!ハイパーデジタルモザイク（5月1日、MOODYZ）
- フィストファック（7月1日、MOODYZ）
- BEAUTY VENUS 美しき女神たち（8月1日、アイデアポケット）共演:三浦亜沙妃、沙雪、乃亜
- DIGITAL CHANNEL DC29（9月1日、アイデアポケット）
- ぶっかけ中出しパイパン飲尿イラマチオFuck!（10月1日、MOODYZ）
- 原千尋さんとセックスするならたっぷり接吻しないとね。（10月1日、V(ヴィ)）
- 美露出DIVA（11月1日、V(ヴィ)）
- 淫女、乱交、ハードコア。（11月7日、プレミアム）共演:七海菜々
- 原千尋ハードプレイ4時間（11月13日、MOODYZ）※総集編
- 寸止め女教師ザーメン狩り（12月5日、ワープエンタテインメント）
- 女教師 中出し20連発（12月7日、アイエナジー）
- 誘惑 （12月7日、SODクリエイト）共演:夏目ナナ、紅音ほたる、乃亜、天衣みつ、大塚ひな、矢藤あき
- くの一拷問凌辱2 ※※隠密散華の章※※（12月7日、アタッカーズ）共演:MEW、長谷川あゆみ
- 超［チョ～］お宝 vol.01（12月15日、ワープエンタテインメント）他出演:Marin.、志保、伊川なち、雪乃まい、清原りょう、持田茜、金城アンナ、桐島りおん
- いっけん高嶺の花の受付嬢ホントは下品なアナルファッカー（12月19日、クロス）

2007年
- 男子○学生 少年チ○ポに発情する綺麗なお姉さん原千尋先生の巻（1月5日、SODクリエイト）
- 黒人中出しハードファック 中出し20連発（1月5日、アイエナジー）
- 生中出しスペシャル（1月7日、プレミアム）
- キャビンアテンダント 恥辱の監禁フライト（1月7日、アタッカーズ）
- ノーモザイクおまんこ 7 COLOR SELECTION（1月13日、カルマ）共演:nao.、乃亜
- アナル奴隷白書（2月7日、アタッカーズ）
- 超最高級 性感 中出し20連発（2月8日、アイエナジー）
- 最高の中出し潮吹きSEX ～全編極ヌキモザイク～（2月25日、オペラ）
- 蛇縛の奴隷秘書（3月7日、アタッカーズ）
- 原千尋を拘束電マ痙攣潮吹き連続アクメ中出しFUCK20連発（3月13日、カルマ）
- 最高のマンコ&アナル中出し浣腸SEX（3月25日、オペラ）
- 電車痴漢 中出し20連発（4月5日、アイエナジー）
- 資産家令嬢32発中出しレイプ お願い、膣内に出さないで!（4月7日、アタッカーズ）
- 原千尋ハードプレイ4時間 Vol.2(4月13日、MOODYZ）※総集編
- 男装二人は肛門ピストンハードゲイ 立花里子&原千尋（4月19日、クロス）共演:立花里子
- 生徒の“性”の悩みに真面目に応える…手コキ保健室（4月19日、SODクリエイト）
- 極嬢（4月25日、イエロー）
- IPキャバクラへようこそ 2（5月1日、アイデアポケット）共演:nao.、宝月ひかる、滝沢優奈、MIMI、相戸愛、喜多村麻衣
- ドリーム学園11（5月3日、MOODYZ）共演:峰なゆか、ICHIKA、黒沢英里奈(喜田嶋りお)、飯島夏希、白鳥あきら、みなもとみいな、木村那美、rico ※AV OPEN 2007エントリー作品
- 性感家庭教師 中出し20連発（5月4日、アイエナジー）
- ヴァンパイアハンター 被虐拷問の刻（5月7日、アタッカーズ）共演:早川瀬里奈、中川瞳
- 美少女死姦2 肉塊性的モルモット（5月19日、クロス）
- リアル・フェイス（5月19日、ドグマ）
- 肛門潮吹き極太合体レズビアン（6月1日、クロス）共演:紅音ほたる、桜田さくら （愛情出演） ※AV OPEN 2007 チャレンジステージエントリー
- 監禁ぶっかけドリル電マアクメ（6月1日、V(ヴィ)）
- 美女と少女、二人はパイパン同性愛 原千尋&上原空 （6月19日、クロス）共演:上原空
- 黒人便器 中出し20連発（6月21日、アイエナジー）
- W真性中出し 早川瀬里奈（7月13日、MOODYZ）共演:早川瀬里奈
- スケベ&ビューティー 性器肛門ダブル二穴挿入レズビアン 原千尋&桜井かりん（7月19日、クロス）共演:桜井かりん
- 黒達磨（7月19日、アイエナジー）
- ビッグベビーとリトルマミー母乳で育てる二人三脚どすけべ人生ミルキーロード（8月19日、クロス）共演:前原司、桜田さくら
- ぶっかけザーメンアイドル50連発（9月1日、ワンズファクトリー）
- 原千尋スペシャル 完全永久保存版（10月4日、アイエナジー）※総集編
- 美脚×ローライズ短パン×露出デート（10月13日、マルクス兄弟）
- ドリーム学園11 完全版（10月13日、MOODYZ）共演:峰なゆか、ICHIKA、黒沢英里奈(喜田嶋りお)、飯島夏希、白鳥あきら、みなもとみいな、木村那美、rico
- THE BEST OF 原千尋（11月13日、アタッカーズ）※総集編
- 真性中出し（12月1日、MOODYZ）
- 都合のイイ女（12月15日、ワープエンタテインメント）
- SUND★ME!!（12月15日、ワープエンタテインメント）他多数出演
- 肛門潮吹き極太合体レズビアン（12月19日、クロス）共演:紅音ほたる、桜田さくら ※通常版

2008年
- 邪魔な女（1月6日、ワープエンタテインメント）共演:永瀬あき
- くノ一拷問凌辱絵巻（1月7日、アタッカーズ）共演:上原留華、紗月結花、長谷川あゆみ、月野しずく、MEW ※総集編
- ザーメン女優ぶっかけ養成所 極汁140発4時間（2月1日、ワンズファクトリー）共演:葉月優、鈴木あんな
- CROSS原千尋マニアックプレイ作品集（2月19日、CROSS）共演:立花里子、上原空、前原司、桜井かりん、紅音ほたる（秋月杏奈）
- 強制レイプマニアックス 13（3月14日、メディアバンク）他出演:堀口奈津美、石原あすか、永井優香、小沢優
- 飲みたがるオクチとマンコとアナル（5月19日、エムズビデオグループ）
- 高身長の女 5（5月23日、メディアバンク）他出演:永井優香 他1名

### 愛咲れいら 名義
2011年
- 「謎の絶世美女」（3月1日、アイデアポケット）
- 夫の目の前で犯されて- 凌辱の贈り物（4月7日、アタッカーズ）
- 働く美女と性交（4月15日、ドリームチケット）
- ツン顔でイキガマンするオンナ教師（5月15日、ワープエンタテインメント）
- 美しくって可愛いクセに濃厚で貪欲なレズビアン 愛咲れいら×つぼみ（5月19日、アンナと花子）共演:つぼみ
- 誘惑義姉の、熱い接吻と抱擁（5月25日、美）
- 本能剥き出し生中出しセックス（5月25日、ダスッ!）
- 麗しのキャンペーンガールAGAIN 5 れいらとはるな(6月25日、HMJM）
- M男クンの実家の鍵、貸します。（7月5日、ワープエンタテインメント）
- 女スパイ 女狼II ―哀しみのサイレントシグナル― (7月7日、アタッカーズ）
- 秘書in… ［脅迫スイートルーム］ Secretary Reira（7月15日、ドリームチケット)
- 恥ずかしいカラダ DOCUMENT(7月23日、HMJM）
- あなた、許して…。 -背徳の感情-（8月7日、アタッカーズ）
- すっぴん人妻ぶっかけ痴漢（8月25日、マドンナ）
- 愛おしく哀しき隣人 団地妻真緑の憂鬱（10月3日、アースゲート）共演:愛内ももこ、神崎みい
- グラマー 未発表スペシャル 6（10月29日、HMJM）他出演:上村あずさ、小嶋ジュンナ、高沢沙耶

2012年
- 淫語痴女 寸止め・見下し・言葉責め中毒の女（7月19日、ドグマ）
- ご無沙汰セックスに本気でイっちゃうの（7月19日、乱丸）
- 犯されたランジェリーモデル（8月1日、プレステージ）
- 若妻 奴隷撫子（8月3日、ドリームチケット）
- 【AV30】腰をカクカク動かしながら気持ち良さそうに絶頂する女!（8月13日、アンナと花子）他多数出演
- 義母相姦 愛、しりそめし頃に…（9月1日、VENUS）
- 乳首快楽Men’sサロン ゾクゾクしながら…癒されたい（9月7日、ドリームチケット）
- 奴隷ソープに堕とされた人妻7（9月7日、アタッカーズ）
- 中出しグラマラス おかえり れいら（9月29日、HMJM）
- 極上おしゃぶり学園 Immoral Teacher（10月1日、MOODYZ）共演:竹内紗里奈、星野あかり
- 新妻ペット（10月13日、溜池ゴロー）
- 近親［無言］相姦 隣にお父さんがいるのよ…（10月19日、VENUS）
- 燃え上がるお姉さんの濃厚な性交と中出し（10月25日、本中）
- 暴虐レズレイプ 女殺し屋の淫らなターゲット（11月7日、アタッカーズ）共演:七瀬あさ美
- 義母奴隷（11月13日、溜池ゴロー）
- 高身長スレンダー美女が爆乳ロリをレズ調教（11月19日、アンナと花子）共演:美月優芽
- 人妻交差点 ガテン系義姉の細腕凌辱記（11月19日、VENUS）
- 極上痴女の究極テクニック（11月25日、美）共演:星野あかり
- 美しいW痴女の腰振り騎乗位中出し（11月25日、本中）共演:竹内紗里奈
- 夫の友人（11月25日、マドンナ）
- 強制露出命令 青姦中出し 愛咲れいら 高身長170cm真性M女が羞恥に震えて連続絶頂（12月6日、V&Rプロダクツ）
- クールビューティ 愛咲れいらアナル解禁!（12月19日、CROSS）

2013年
- 淫乱撫子 3（1月1日、プレステージ）
- キメセクしよ（1月1日、ドグマ）
- わいせつ痴漢電車妻（1月1日、VENUS）
- 初パイパン解禁共演!! パイパン村 呪われた毛剃られ四姉妹（1月7日、マドンナ）共演:横山みれい、当真ゆき、柳田やよい
- マジックミラー号がイク!!童貞クンいらっしゃい（ハート）筆下ろしカウンセリング（1月10日、SODクリエイト）共演:山本美和子、青山葵
- メガ唾レズビアン（1月19日、アンナと花子）共演:乃亜
- 世界一ザーメンを大量に発射する男のぶっかけSEX（1月19日、ROOKIE）共演:美月優芽
- 白目絶頂トライアングル同性愛（1月19日、乱丸）共演:結城みさ、波多野結衣
- ぶっかけ中出しアナルFUCK!（2月1日、MOODYZ）
- ベランダから男を誘惑する人妻（2月7日、グローリークエスト）
- 真性中出し 穴女（2月7日、桃太郎映像出版）
- 身長差30cmのドS小女とドM大女 外見とは真逆の性癖を持つプライベートでも仲良し2人のレズドキュメント（2月7日、V&Rプロダクツ）共演:松下ひかり
- 人妻パイパンレズ露出 ～無毛の発情メスが集う真夜中の公園～（2月7日、マドンナ）共演:横山みれい、柳田やよい
- アナル、咲き乱れて…（2月7日、アタッカーズ）
- ドリシャッ!!（2月8日、ワープエンタテインメント）
- 絶望の果てに…（3月7日、アタッカーズ）
- 告発!埼玉県○○町町内会ママさんレズいじめ 婦人会の集まりで全裸で羞恥宴会芸をさせられた僕の妻（3月7日、ROCKET）共演:翔田千里
- 高身長淫乱集団痴女ナース（3月25日、美）共演:乃亜、澤村レイコ、竹内紗里奈
- `シロダーラ催眠 2穴決壊イカセ地獄（4月1日、CORE）
- 高身長VS低身長SPECIAL 高身長美女達の淫らな大乱交（4月1日、ズッコン/バッコン）共演:相沢恋、宮瀬リコ、矢沢りょう
- 羞恥に濡れる美人秘書（4月25日、GARCON）
- 人間廃業（4月26日、アリスJAPAN）
- 囚人専用アナル奴隷妻 ～ケツの穴で性欲処理をさせられて…～ (5月7日、マドンナ)
- レズビアン2穴悶絶アクメ秘書室 ～エリート美女の誰にも云えないパワハラ浣腸ケツ穴オルガ～ (5月19日、アンナと花子) 共演:北条麻妃

2014年
- 卑猥に絶句、果て無き性欲の虜。（10月19日 TEPPAN）